# Podocarpus lophatus
Podocarpus lophatus — вид хвойних рослин родини подокарпових.

## Поширення, екологія
Країни поширення: Філіппіни. P. lophatus є одним з видів гірських вершин і верхніх схилів, де росте на пустках, чагарниках і низьких мохових лісах. Його діапазон висот від 1800 м до 2585 м над рівнем моря.

## Використання
Використання не зафіксоване для цього виду.

## Загрози та охорона
На г. Халькон вирубки та гірські роботи викликали руйнування рослинності. Жодна з двох гір офіційно не захищені.